# Empirizam
Empirizam (grč. empeiría, »iskustvo«) je gnoseološki (teorija o spoznaji) pravac, koji zastupa stav da je iskustvo osnovni izvor spoznaje i da joj ono određuje domet, mogućnosti i granice. To je upravo ono što želi reći osnovna krilatica empirizma: Nihil est in intellectu quod non fuerit in sensu odnosno, da je svaka razumska spoznaja uvjetovana osjetilnom, da je razum u većoj ili manjoj mjeri ograničen na asocijativno kombiniranje iskustvene građe. Pojedini empiristi drugačije, uže ili šire određuju iskustvo i ulogu razuma u spoznavanju.
Empiristi poriču apriornost u oba smisla, psihološkom i spoznajno-teoretskom (logičkom, noetičkom). Znanje nije urođeno, nego se postupno stječe putem opažanja (a posteriori). To je jedini izvor znanja, a to je i jedini temelj istine (vrijednosti). Time je postavljena i granica istinitog znanja (spoznaje): samo unutar iskustva.
Nije moguća prekoiskustvena ili metafizička spoznaja o: Bogu, duši, slobodi, itd. Ovu tezu zastupa pozitivizam kao ogranak empirizma. Kant se ne slaže s racionalistima, da bi racionalni a priori sam za sebe bio faktor znanstvene spoznaje, nego u zajednici s osjetima (osjetilnim afekcijama: ovo bijelo, crno, toplo, tvrdo, mirisno, itd.). Apriorna je spoznaja ograničena na empiriju.

## Začetnik empirizma
John Locke (1632. – 1704.) utemeljitelj je spoznajne teorije kao sustavne filozofske discipline.
U svom "Ogledu o ljudskom razumu" Locke najprije pobija mišljenje da postoje urođene spoznaje (ideje, načela). Oni koji to tvrde pozivaju se na opće slaganje sviju kao svoj najjači argument.

## Društveno uređenje i zbivanja
Engleska empiristička filozofija je razdoblje najsnažnijeg razvoja engleske filozofije od kraja 16. do sredine 18. stoljeća. Slabljenje feudalizma, a jačanje građanskog staleža u doba prvobitne akumulacije kapitala u Engleskoj prati borba za vlast između kralja, građanstva i plemstva, kralja i parlamenta. U filozofiji se stoga postavlja problem države, društvenog ugovora i suvereniteta. U burnim revolucionarnim zbivanjima pogubljenjem Karla I. (1649.) skršena je apsolutna vlast kralja. Cromwellovom je diktaturom (1653. – 1658.) razbijen otpor krajnjih nepomirljivih gledišta, pa je "Slavnom revolucijom" (1688.) ostvaren kompromis između građanske klase i veleposjednika. Uspostavljen je društveni poredak koji je Engleskoj osigurao razvoj proizvodnje i trgovine, a dominacija i primat Engleske traje sve do Prvog svjetskog rata.
Predstavnici su engleskog empirizma usredotočeni na dva središnja problema: na pitanje metode prirodoznanstvenog istraživanja i pitanje države.